# Всі леді роблять це
«Всі леді роблять це» (італ. Così fan tutte) — еротичний фільм режисера Тінто Брасса. Назва запозичена з опери-буфа «Так роблять усі», створеної знаменитим композитором Вольфгангом Амадеєм Моцартом і італійським лібретистом Лоренцо да Понте.
Тінто Брас в цій картині піднімає питання взаємин подружньої пари, вірності і зради. Незважаючи на те, що у фільмі присутні відверті еротичні сцени, він більшою мірою є драмою, оскільки володіє цікавим драматичним сюжетом і насиченим змістом. Прем'єра кінофільму відбулася 21 лютого 1992 року в Італії.

## Сюжет
У фільмі розповідається історія однієї подружньої пари. Діана, чуттєва жінка, яка вийшла заміж за Паоло і тепер любить свого чоловіка. Але вона постійно шукає нових насолод і зраджує чоловікові. Замість того, щоб приховувати свої зради, вона про всі свої пригоди розповідає чоловікові, причому досить докладно. Паоло не вірить у правдивість розповідей Діани і приймає їх тільки за її сексуальні фантазії. Розповіді Діани дозволяють урізноманітнити сексуальні відносини подружжя і внести в них новий імпульс.
Одного разу Діана повертається з поїздки до Венеції, де вона зустрічалася з поетом Альфонсо Донатьєном — своїм новим коханцем. Паоло після повернення дружини зауважує у неї на тілі відмітини зубів, і це викликає у нього скажені ревнощі. Він починає розуміти, що дружина йому зраджує. Між подружжям відбувається сварка, і Паоло йде з дому, незважаючи на всі спроби Діани помиритися з ним.
Тепер Паоло розмірковує про свою ситуацію і вирішує зустрітися з іншою жінкою, нею опиняється одна з подруг Діани. Через деякий час Паоло приходить до думки, що суворі принципи моралі тільки погіршують життя, а сталість сексуальних відносин є неприродним і позбавляє людину радощів любові і задоволення.

## В ролях
- Головні ролі
  - Клаудія Колл — Діана
  - Паоло Ланца — Паоло
  - Ізабелла Дейяна — Антоньєтта
  - Орнелла Маркуччі — Надя
  - Ренцо Рінальді — синьйор Сільвіо
  - Франко Бранчіаролі — Альфонсо Донатьєн
- Другорядні ролі
  - Мауріціо Мартінолі — Лелль
  - Жан-Рене Лемуан
  - Марко Марчіані
  - Осіріде Певарелло — пасажир в автобусі
  - Россанна ді П'єрро
  - Роза Марія Пецулло
  - Лусьяна Чіренеї
  - Люсія Лукчесіно
  - Антоніо Конте
  - П'єранжела Валлеріно
  - Тінто Брас — комендант Скарфатті (немає в титрах)
  - Андреа Берардекурті (немає в титрах)

## Цікаві факти
- У фільмі використана музика Вольфганга Амадея Моцарта з опери «Così fan tutte»

## Інші назви
- «Всі леді роблять так» — «All Ladies Do It»
- «Так чинять усі жінки» — «All Women Do It»